# 蔡斯 (印第安納州)
蔡斯（英語：Chase）是位於美國印第安納州本頓縣的一個非建制地區。該地的面積和人口皆未知。

## 地理
蔡斯的座標為40°31′08″N 87°20′30″W / 40.51889°N 87.34167°W，而該地的平均海拔高度為227米（即745英尺）。